# معركة خانقين
دارت معركة خانقين خلال الحرب العالمية الأولى التي وقعت في العراق الحديث . كانت هذه المعركة هي الاشتباك الروسي الوحيد الذي خاضه الجيش الروسي على الجبهة الرافدينية في الحرب العالمية الأولى  من المرجح أن المعركة وقعت في 4 يونيو 1916 ،  ومع ذلك ، فإن بعض المصادر تذكر أنها وقعت في 3 يونيو 1916 .  أرسل قائد بغداد خليل باشا فيلق علي إحسان بك الثالث عشر للقاء القوة الروسية ودفعها بعيدًا عن خانقين للتحضير لغزو مقترح لبلاد فارس في طريقها لمهاجمة المواقع الخلفية البريطانية . قبل هذه المعركة، حاول الجنرال باراتوف سابقًا الاستيلاء على خانقين في 7 مايو 1916 .  وعلى الرغم من فوز العثمانيين في معركة خانقين، إلا أن المملكة المتحدة استغلت ميزة تشتت انتباه القوات العثمانية لغزو بغداد . بعد استدعاء علي إحسان بك من خانقين للعودة إلى بغداد في فبراير 1917 في محاولة فاشلة لمحاربة القوات البريطانية الغازية ، احتل الروس مدينة خانقين . 